# Нейкай-Мару
Нейкай-Мару (Neikai Maru) — транспортне судно, яке під час Другої світової війни взяло участь у операціях японських збройних сил в архіпелазі Бісмарка.
Нейкай-Мару спорудили в 1943 році на верфі Mitsubishi Kobe Shipyard на замовлення компанії Toa Kaiun.
Згодом судно реквізували для потреб Імперського флоту Японії.
7—16 січня судно у складі конвою O-707 здійснило перехід із японського порту Саєкі до Палау (важливий транспортний хаб на заході Каролінських островів), при цьому воно вело на буксирі міні-субмарину HA-49. 19 січня Нейкай-Мару рушило далі (можливо, у складу конвою SO-903) до архіпелагу Бісмарка, де в Рабаулі перебувала головна передова база японців, з якої вони вели боротьбу на Соломонових островах. 28 січня Нейкай-Мару перебувало в морі Бісмарка за 180 км від північний захід від Рабаула. Тут його атакували та потопили бомбардувальники B-24 «Ліберейтор» та літаючі човни «Каталіна». Затонула і HA-49.